# راي روبرتس
راي روبرتس (بالإنجليزية: Ray Roberts)‏ هو سياسي أمريكي، ولد في 28 مارس 1913 في مقاطعة كولين في الولايات المتحدة، وتوفي في 13 أبريل 1992 في دينتون في الولايات المتحدة. حزبياً، نشط في الحزب الديمقراطي. وقد انتخب عضو مجلس ولاية تكساس وانتخب عضو مجلس النواب الأمريكي.